# Папулис, Фотис
Фотис Папулис (греч. Φώτης Παπουλής; 22 января 1985, Афины, Греция) — греческий и кипрский футболист, полузащитник. Выступал за сборную Кипра.

## Биография

### Клубная карьера
На профессиональном уровне выступает с 2006 года. В начале карьеры провёл несколько лет в клубах третьего дивизиона. Зимой 2010 года подписал контракт с клубом Суперлиги «Пантракикос», за который в оставшейся части сезона отыграл 13 матчей и забил 3 гола, но по итогам сезона клуб занял последнее место в лиге. Сезон 2011/12 начал с «Пантракикосом» во втором дивизионе, но по ходу сезона перешёл в другой клуб лиги ОФИ, с которым вернулся в высшую лигу. В сезоне 2011/12 сыграл за ОФИ 23 матча и забил 6 голов в Суперлиге. Летом 2012 года подписал контракт с кипрским «Аполлоном». Дебютировал в чемпионате Кипра 1 сентября 2012 года в матче с клубом «Этникос».

### Карьера в сборной
Папулис получил гражданство Кипра в 2018 году, спустя 6 лет жизни на острове. 6 сентября того же года он дебютировал за сборную Кипра, отыграв весь матч против сборной Норвегии в рамках Лиги наций УЕФА.

## Достижения
«Аполлон» Лимасол
- Обладатель Кубка Кипра (3): 2012/2013, 2015/2016, 2016/2017